# Paropsia brazzaeana
Paropsia brazzaeana là một loài thực vật có hoa trong họ Lạc tiên. Loài này được Baill. mô tả khoa học đầu tiên năm 1886.